# 海地穆拉托人
海地穆拉托人，是指父系或母系一方是白人而另一方是黑人，或雙方也是混血兒的海地人。
在海地他們多是中產階級，有較高的經濟和社會地位(在獨立前被家庭送往法國讀書和參軍)，很多人自己也是奴隸主蓄養黑奴，經常積极參與對占多數的黑人的壓迫。在2013年海地人口普查中他們與海地白人佔人口5%。
他們多數說法語，信仰天主教。